# Papa Pelagius al II-lea
Papa Pelagius al II-lea (n. 520 d.Hr., Roma, Regatul Ostrogot⁠(d) – d. 9 februarie 590 d.Hr., Roma, Imperiul Roman de Răsărit) a fost papă al Romei din 26 noiembrie 579 până în data de 7 februarie 590.

## Origine
Papa Pelagius al II-lea era aparent nativ din Roma, dar era descendentul unui got, (ostrogot), tatăl său numindu-se Winigild.

## Alegerea și confirmarea
Din cauza asediului Romei de către lombarzi și a controlului lor asupra vieții din oraș, noul papă, Pelagius al II-lea a fost consacrat după patru luni, în noiembrie 579. Se pare că Papa Pelagius al II-lea prin vorbele sale și cu ajutorul banilor i-a făcut pe lombarzi să părăsească împrejurimile Romei. După aceasta papa și-a trimis reprezentanții săi la Constantinopol, care să explice condițiile în care a fost ales și să solicite ajutorul necesar de la împărat pentru salvarea Romei de barbarii lombarzi.

## Ajutorul împăratului bizantin
Împăratul Mauriciu nu a putut trimite ajutor papei împotriva longobarzilor, fiind mult prea ocupat cu atacurile perșilor din partea de răsărit a imperiului. Abia în anul 584, împăratul Mauriciu a găsit o soluție pentru încetinirea invaziei lombarde, organizând provinciile din Italia și Africa în exarchate, conduse de un exarch, iar în 585, în sfârșit a semnat un acord favorabil cu lombarzii. 

## Creștinarea Spaniei și titlul de "patriah ecumenic"
În timpul pontificatului Papei Pelagius vizigoții, eretici ariani din Peninsula Iberică (Spania), urmând decizia regelui vizigot, Recaredo, au trecut la creștinism în anul 589. Acest succes al papei era umbrit de decizia patriahului Constantinopolului din 588 de a-și acorda titlul de "patriarh ecumenic", care contravinea ideii de supremație papală. 

## Sfârsitul schismei și instaurarea celibației
Pontificatul Papei Pelagius a însemnat și finalul schismei interne a Bisericii Apusene din Italia, apărută din cauza condamnării de către Papa Vigiliu a "Celor Trei Capitole", care exprimau punctul de vedere ortodox al teologiei creștine în contrast cu tezele ereziei monofizite. Papa Pelagius a promovat celibatul în rândul clerului, dar regulile sale erau mult prea stricte, așa încât succesorul său, Papa Grigore I cel Mare, le-a modificat și le-a făcut practicabile.
Papa Pelagius al II-lea a ordonat extinderea Bazilicii Sf. Laurențiu, construită pe locul în care a avut loc martiriul Sfântului Laurențiu.

## Decesul
La finele anului 589 mai multe nenorociri s-au abătut asupra Romei: ploi puternice urmate de conflicte civile, cărora li s-a adăugat o epidemie de ciumă. Papa Pelagius a murit după acele nenorociri, în anul următor, pe 2 februarie 590.